# Würzburger Bund
Der Würzburger Bund, offiziell Bund katholischer Studentenkorporationen, war 1864–1865 der erste umfassende Zusammenschluss katholischer Korporationen. Der Bund spielte eine wichtige Rolle als Vorläuferorganisation des Kartellverbands katholischer deutscher Studentenvereine (KV) und bei der weiteren Entwicklung des Cartellverbandes der katholischen deutschen Studentenverbindungen (CV).

## Vorgeschichte

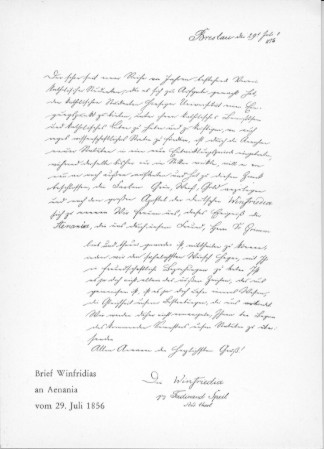
Angebot eines Cartellvertrages von Winfridia Breslau an Aenania München (1856)

Seit 1856 bestand ein Freundschaftsverhältnis zwischen Aenania München und Winfridia Breslau. Über die inhaltliche Qualifikation dieses Freundschaftsverhältnisses besteht aber in bestimmten Kreisen Diskussion. Dennoch bekennen sich die beiden Verbindungen selbst klar und deutlich dazu.
Im Schreiben der Winfridia Breslau an Aenania München von 29. Juli 1856 mit der Frage ein Verhältnis anzugehen, wurden die Worte freundschaftliche Beziehungen wortlautlich verwendet. Kurz davor hatte sich Winfridia, die seit 1848 schon als lockerer Leseverein Katholischer Studenten bestanden hatte, in eine viel tiefgehender strukturierte katholische Studentenverbindung gewandelt. Durch das Farbentragen und nach außen die Prinzipien mutig zu vertreten gegenüber Materialismus war dieser Umstand für Aenania München dann auch von sehr großer Bedeutung und Wichtigkeit, was aus ihrem Schreiben vom 6. Dezember 1856 hervorging. Das Freundschaftsverhältnis wurde mit großer Freude angenommen.
Der Convent Aenaniae freute sich, dass …auch auf Breslaus Hochschule seit Jahren ein Verein blühe, der neben dem gesellschaftlichen Zwecke noch ein höheres Ziel verfolgt, dessen Streben auf wissenschaftliche Bildung und Entwicklung eines festen gesunden und männlichen Charakters gerichtet ist, der auch das katholische Bewusstsein unter seine Prinzipien aufgenommen und zum tatkräftigen Leben bringen will. Was aber unsere brüderlichen Gefühle noch erhöhte, war die beigefügte Kunde, dass dieser edle Verein nun nicht mehr wie bisher, bloß nach innen im freundschaftlichen Kreise wirken wolle, sondern dass Ihr Euch entschlossen habt, auch nach außen als mutige Vertreter der Prinzipien gegenüber dem heutigen Materialismus Euch zu zeigen, dass dieselbe Trikolore Euch schmückt, die auch uns Aenanen zum einheitlichen Streben verbindet und ermuntert. (Winfridia Breslau hatte damals dieselben Farben wie Aenania München.)
Aenania hatte auch schon mit anderen katholischen Vereinen Verhältnisse aufgebaut, die auch nach wissenschaftlichen und gesellschaftlichen Zwecken strebten und sich einmal im Semester gegenseitig einen Bericht zusandten. Dennoch wurde klar unterschieden zwischen solchen Vereinen, die teilweise allgemein zugänglich waren, und Verbindungen an Universitäten, in welche nur Studenten eintreten konnten. Diese Verbindungen zeigten als prinzipielle Öffentlichkeitsarbeit ihre Farben nach außen. Ein monatlicher und viel intensiverer Austausch von Berichten wurde gepflegt. Dieses Freundschaftsverhältnis zwischen Aenania München und Winfridia Breslau wurde durch die beiden Verbindungen dann auch seit 1860 als ein Cartellverhältnis qualifiziert. Seitdem tauchten die Bezeichnungen Cartell und Cartellverbindung auf. Ganz deutlich wurde der Begriff Cartell zur Unterscheidung von nicht-farbentragenden Vereinen angewandt. Mit diesen wurden gleichzeitig in der Form eines Korrespondenzverhältnisses losere Beziehungen geknüpft. Zum Beispiel das Korrespondenzverhältnis zwischen Aenania München und dem Leseverein Berlin im Sommer 1863 oder das Korrespondenzverhältnis zwischen Aenania München und Arminia Bonn.
Der Begriff Cartellverbindung wurde aber 1861 vom Convent Aenaniae so ausgelegt: Die Cartellverbindungen seien eigentlich nur eine lediglich durch den Raum getrennte Verbindung. Im Jahr 1862 wurde hinzugefügt: Die Verbindung sieht die Cartellverbindung gleichsam als sich selbst nur an einem anderen Orte bestehend an; mit den Korrespondenzverbindungen kann das Verhältnis immer nur ein mehr oder weniger lockeres sein.

## Gründung des Würzburger Bundes
Die Rede des jungen Georg von Hertling auf dem XV. Katholikentag 1863 (zur gleichen Zeit der 1. Cartellversammlung des CV) in Frankfurt, in der er die Begriffe Religion, Wissenschaft und Freundschaft als Leitsätze eines katholischen Verbindungsstudenten vorstellte, löste das Bestreben aus, alle katholischen Studentenkorporationen zu einigen; sowohl die Vereine, als auch die Verbindungen.
Auf dem XVI. Katholikentag in Würzburg 1864 wurde darum der Bund katholischer Studentenkorporationen ins Leben gerufen, bestehend aus dem Leseverein Berlin, der Arminia Bonn und den Verbindungen Aenania München und Winfridia Breslau. Weiter schlossen sich die Vereine Germania Münster und Unitas Breslau sowie die Verbindungen Guestfalia Tübingen und Austria Innsbruck an. Als letzter kam der Verein Walhalla Würzburg dazu. Mit diesem Würzburger Bund war der erste deutschlandweite Dachverband katholischer Studentenvereine und -verbindungen entstanden.

## Spaltung des Würzburger Bundes
Auf den Generalversammlungen kam es zwischen Arminia Bonn und Bavaria Bonn zu Streitigkeiten, die im Sommer 1865 in Trier zur Spaltung des Würzburger Bundes führten. Ein menschlicher Grund mag in der Gründungsgeschichte von Arminia gelegen haben. Deren Gründer Max Lossen war 1863 von der Universität München, wo er der Aenania angehörte, an die Universität Bonn gewechselt und in die Bavaria eingetreten. Es kam jedoch alsbald zu einem Bruch mit den Bavaren. Über die Gründe besteht Uneinigkeit. Seitens der Bavaria wird vertreten, Lossen und sein zeitgleich in die Bavaria eingetretener Vetter Friedrich Kayser hätten dieselbe Charge beansprucht. Lossen seinerseits beanstandete die mangelnde Exklusivität der Bavaria, die von manch innerer Auseinandersetzung zerrüttet war.
Der in Würzburg schließlich angenommene Beschlussentwurf lautete: Die GV der katholischen Studentenvereine möge sich zu dem einstimmigen Beschluss dahin einigen, dass eine Trennung der Vereine und Verbindungen im Interesse der besseren Verwirklichung unserer Prinzipien wünschenswert ist.

## Gründungsmythen bei KV und CV
Ende Januar 1866 konstituierte sich unter Vorsitz des Lesevereins Berlin der Kartellverband katholischer deutscher Studentenvereine (KV), dem weiter angehörten: Arminia Bonn, Unitas Breslau, Germania Münster und Walhalla Würzburg. Diese Studentenvereine verzichteten auf das Farbentragen und andere äußere studentische Bräuche, die sie als Ablenkung von ihren wissenschaftlichen und religiösen Grundsätzen ansahen.
Aenania München, Winfridia Breslau, Guestfalia Tübingen und Austria Innsbruck führten ihr Verhältnis auf Grundlage des schon seit 1856 existierenden Cartellverband der katholischen deutschen Studentenverbindungen (CV) fort. Eine Differenzierung der gemeinsamen programmatischen Zielsetzungen der beiden neu gegründeten Verbände erfolgte nicht. Nach der Spaltung trat Bavaria Bonn dem CV bei. Der CV ist farbentragend.
Die Trennung von CV und KV beruhte nicht in erster Linie auf Unterschieden in den grundsätzlichen Zielsetzungen beider Verbände – hier lassen sich weitgehende Übereinstimmungen feststellen –, sondern eher in der Ausrichtung. Der KV maß der Pflege äußerer Formen, wie sie in der studentischen Jugend üblich waren, weniger Wert zu, er wandte sich weit mehr den geistigen, religiösen und kulturellen Fragen zu. Dem CV diente neben der Verfolgung geistiger und religiöser Belange gerade die Pflege des studentischen Brauchtums als Mittel der Erziehung und Durchsetzung katholischer Interessen im akademischen Raum.
Der KV sah zunächst 1863 als das Ursprungsdatum der katholischen Verbände, also auch seiner selbst an. In diesem Jahr ist der Leseverein Berlin ein Korrespondenzverhältnis mit den sich seit sieben Jahren im Rahmen eines Cartellverhältnis verbundenen Verbindungen Aenania München und Winfridia Breslau eingegangen.
Damit war das Korrespondenzverhältnis zwischen den drei Vereinen qualitativ in die Keimzelle eines Verbandes umgeschlagen. Entsprechend legte Hermann Cardauns 1913 gemäß dem Beschluss der Vertreterversammlung seine Festschrift 50 Jahre Kartellverband vor. Ab der Vertreterversammlung 1955 bezog der KV das Alter des Verbandes auf das Jahr 1853, als der Leseverein Berlin gegründet wurde.
Der CV sieht sich demgegenüber traditionell seit 1856 begründet, dem Jahr des ersten Cartellverhältnisses zwischen Aenania München und Winfridia Breslau (heute Münster).